# واهان تر-آراکلیان
واهان تر-آراکلیان (ارمنی: Վահան Խաչատուրի Տեր-Առաքելյան; زاده ۵ اکتبر ۱۸۸۳ در - درگذشته ۲ مه ۱۹۴۱) یک خواننده اهل ارمنستان بود.

## جستارهای ویژه
- فهرست خوانندگان ارمنی